# Za młoda by umrzeć?
Za młoda by umrzeć? (ang. Too Young To Die?) – amerykański dramat filmowy z 1990 roku w reżyserii Roberta Markowitza.

## Obsada
- Juliette Lewis jako Amanda Sue Bradley
- Brad Pitt jako Billy Canton
- Michael Tucker jako Buddy Thornton
- Alan Fudge jako D.A. Mark Calhoun
- Emily Longstreth jako Jean Glessner
- Laurie O’Brien jako Wanda Bradley Sledge
- Yvette Heyden jako Annie Meacham
- Tom Everett jako sędzia Harper
- Michael O’Keefe jako Mike Medwicki
- Dean Abston jako Harvey Sledge
- J. Stephen Brady jako Brian
- Mark Davenport jako Mickey
- Lew Hopson jako Star
- Annabelle Weenick jako Birdie Jewel
- Charles C. Stevenson Jr. jako pastor

## Fabuła
14-letnia Amanda Sue Bradley (Lewis) jest zmuszana do współżycia przez swojego ojca. Nie mogąc dłużej tego wytrzymać i liczyć na pomoc swojej matki, wyprowadza się z domu. Desperacko wychodzi za mąż za swojego sąsiada Briana (Brady), który wkrótce ją porzuca i idzie do wojska. Pozostawiona dziewczyna wkrótce trafia na Billy’ego Cantona (Pitt), który wykorzystuje jej bezradność, wciąga ją w świat narkotyków i zmusza do prostytucji. Amanda popełnia morderstwo i dostaje wyrok – karę śmierci.